# جون غريني
جون غريني (بالإنجليزية: June Greene)‏ هو لاعب كرة قاعدة أمريكي، ولد في 25 يونيو 1899 في رامسيور في الولايات المتحدة، وتوفي في 19 مارس 1974 في غليندورا في الولايات المتحدة.

## وصلات خارجية
- جون غريني على موقعبيزبول رفرنس.كوم (الدوري الرئيسي) (الإنجليزية)